# Pierre Viala
Pierre Viala (Lavérune, 24 settembre 1859 – Parigi, 11 febbraio 1936) è stato un enologo e viticoltore francese.
Professore di viticoltura presso l'Istituto agronomico nazionale ed ispettore generale della viticoltura, è l'autore di numerose opere e memorie sull'ampelografia e le malattie della vite. Fu eletto membro dell'Accademia francese delle scienze nel 1917 e  membro della Société puis Académie d'Agriculture il 25 marzo 1895.

## Opere principali

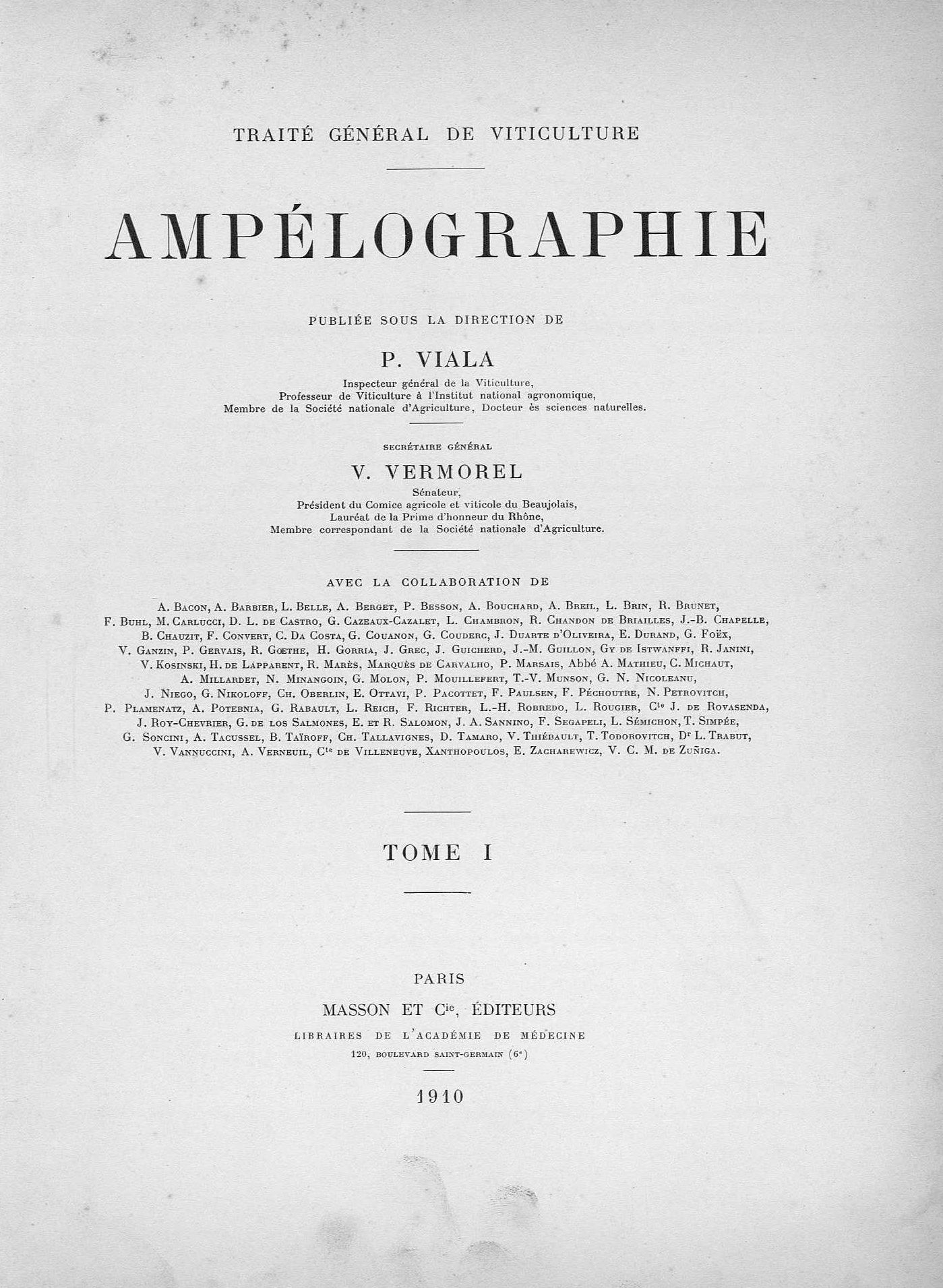
Ampélographie, 1910

- Les Vignes américaines: adaptation, culture, greffage, pépinières, in collaborazione con Louis Ravaz (1892)
- Les Maladies de la vigne: peronospora, oïdium, anthracnose, pouridié, cottis, cladosporium, etc. (1885; 1887; 1893)
- Manuel pratique pour le traitement des maladies de la vigne (1888)
- (FR) Ampélographie, vol. 1, Paris, Masson, 1910.
  - (FR) Ampélographie, vol. 2, Paris, Masson, 1901.
  - (FR) Ampélographie, vol. 3, Paris, Masson, 1902.
  - (FR) Ampélographie, vol. 4, Paris, Masson, 1903.
  - (FR) Ampélographie, vol. 5, Paris, Masson, 1904.
  - (FR) Ampélographie, vol. 6, Paris, Masson, 1905.
- Ampélographie. Traité général de viticulture, in collaborazione con Victor Vermorel (7 volumi, 1901-1910). Ristampa: J. Laffitte, Marseille, 1991.